# شابیل
مجتمع آب‌درمانی شابیل در ۵۰ کیلومتری مشگین‌شهر و ۲۵ کیلومتری شهر لاهرود قرار دارد. چشمه شابیل که در دامنه قله ساوالان و در مسیر صعود به آن قرار دارد دارای دمای ۴۹ درجه سانتی‌گراد و دبی ۵ لیتر در ثانیه می‌باشد. آب این چشمه در ردیف آب‌های معدنی اسید بی‌کربنات یا بیکربناته سدیک قرار دارد. به خاطر وجود مقدار زیادی اسید بی‌کربنیک، از آب آن برای درمان بیماری‌های حرکتی، عصبی (درمان پادرد و کمردرد) استفاده می‌شود.

## نگارخانه

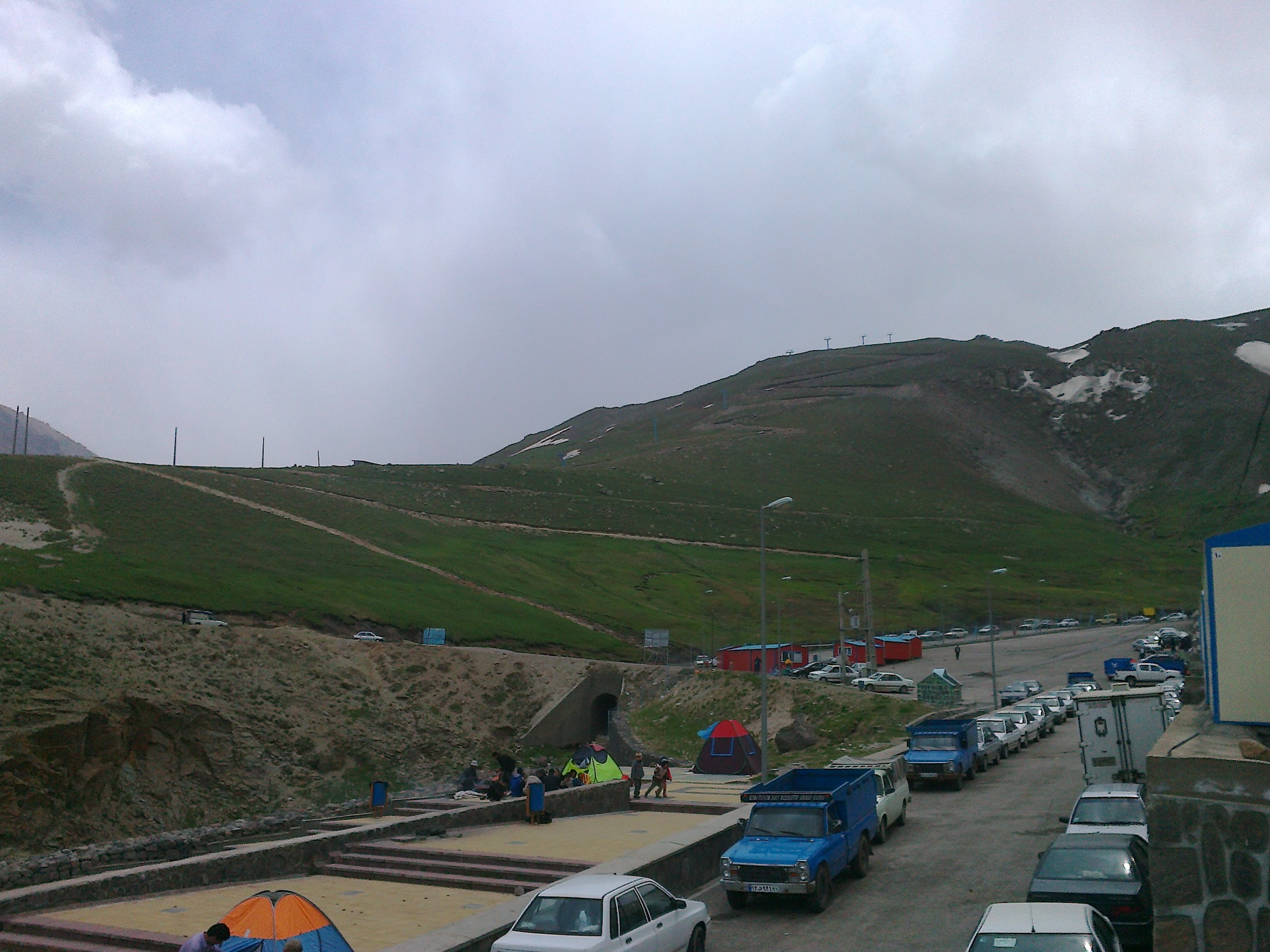
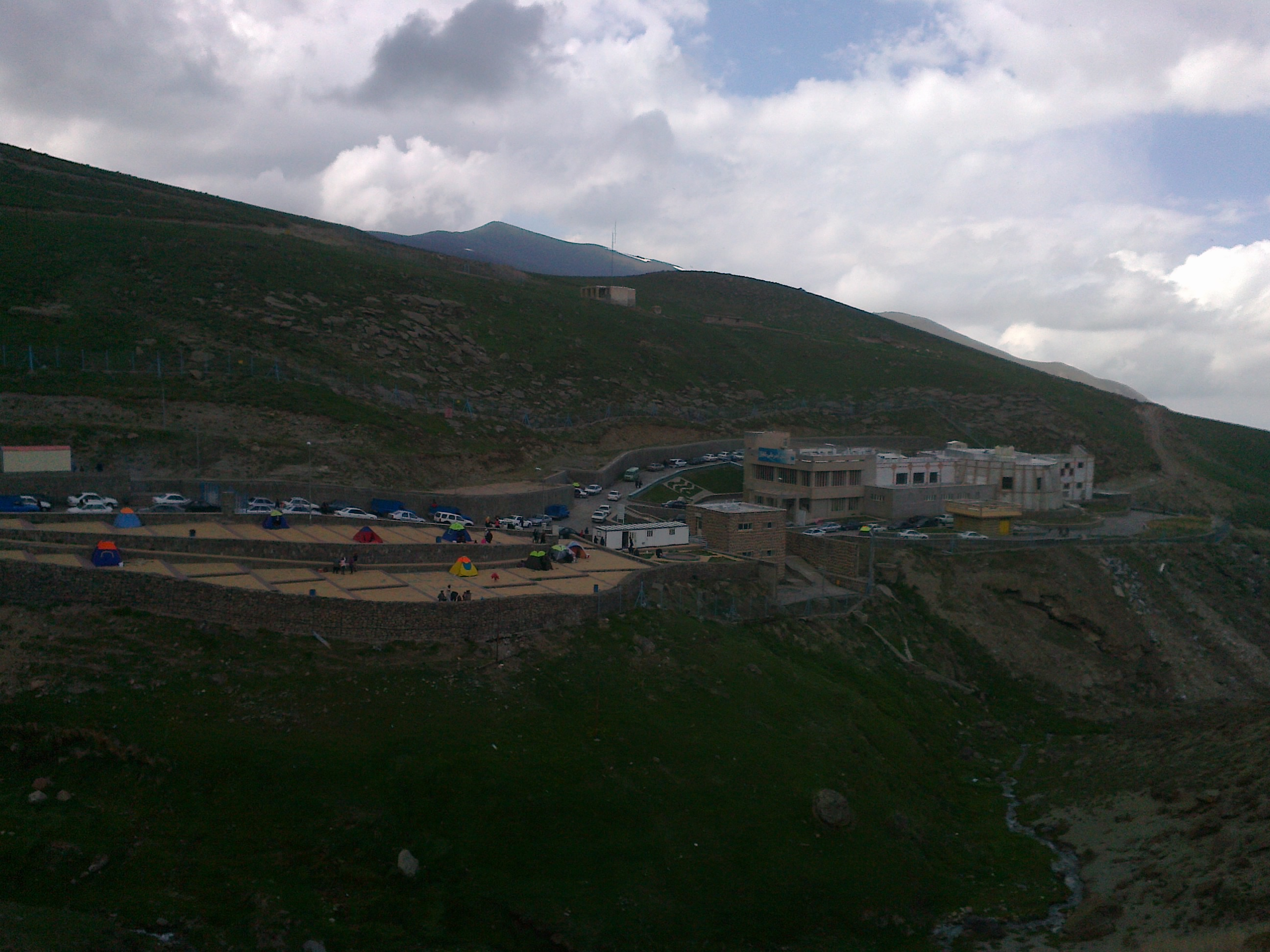